# IC 768
IC 768 је спирална галаксија у сазвјежђу Дјевица која се налази на листи објеката дубоког неба у Индекс каталогу.
Деклинација објекта је + 12° 8' 35" а ректасцензија 12h 11m 47,5s. Привидна величина (магнитуда) објекта IC 768 износи 13,7 а фотографска магнитуда 14,4. IC 768 је још познат и под ознакама UGC 7192, MCG 2-31-44, CGCG 69-75, VCC 38, KUG 1209+124, PGC 38848.